# Erich Müller (Aktivist)

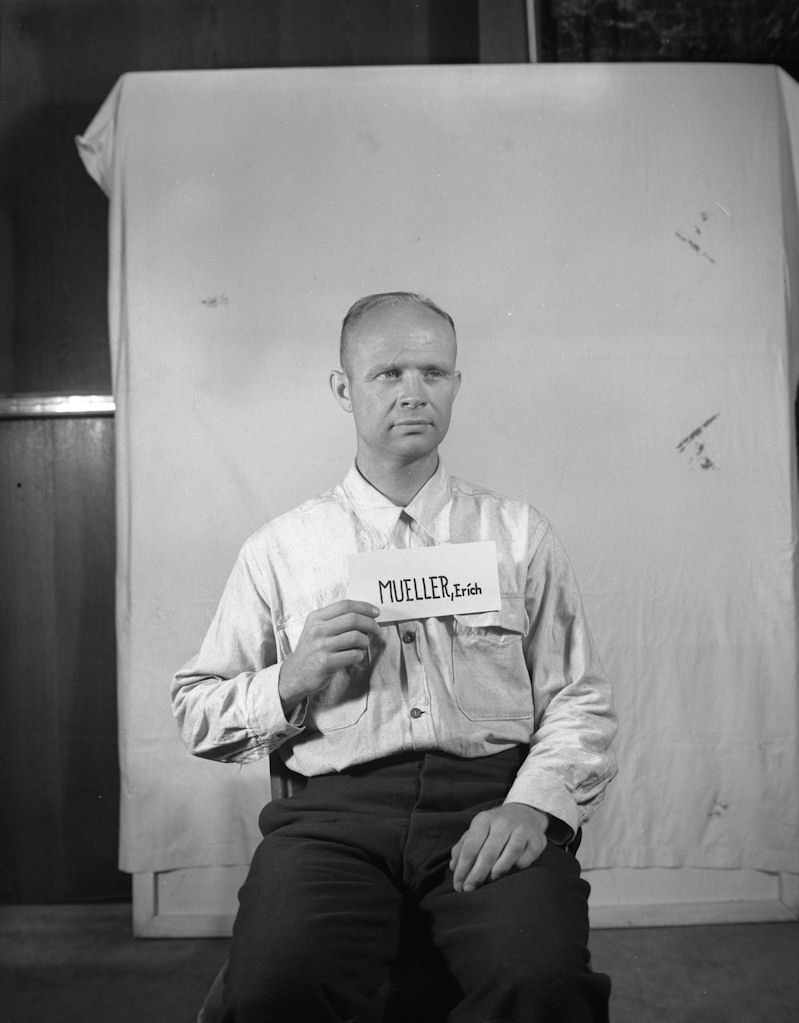
Erich Müller als Zeuge bei den Nürnberger Prozessen (1947)

Erich Heinrich Otto Müller (* 19. September 1902 in Dortmund; † nach 1947) war ein deutscher Zeuge in den Nürnberger Prozessen. Zuvor war er unter anderem Leiter des Deutschen Hochschulrings sowie leitender Mitarbeiter des I.G.-Farben-Konzerns.

## Leben und Tätigkeit
Müller besuchte in Dortmund die Volksschule und das Bismarckgymnasium, das er 1921 mit dem Abitur verließ. Von 1921 bis 1923 studierte er Volkswirtschaften, Rechtswissenschaften und Geschichte in München. Anschließend setzte er sein Studium in Berlin (1923–1925) und zuletzt in Köln fort (1925–1926).
Bereits als Gymnasiast war Müller im Jugendbund der Deutschen Volkspartei, in der Jugendbewegung Falken und Adler sowie in der Völkischen Jugend Dortmund aktiv. Als Student schloss er sich dem Verband der Turnerschaften auf deutschen Hochschulen (VC) sowie insbesondere dem rechtskonservativen Deutschen Hochschulring (auch Hochschulring deutscher Art) an, einer während der Weimarer Republik im rechten Lager politisch sehr einflussreichen Sammlungsbewegung national und völkischer ausgerichteter Studenten. Im Hochschulring stieg Müller zunächst zum Leiter der Münchener Sektion auf und forderte in einem Aufruf im Herbst 1923 „deutschvölkische Studenten“ auf, sich dem 1923 aus der Arbeitsgemeinschaft der Vaterländischen Kampfverbände hervorgegangenen Deutschen Kampfbund zur Verfügung zu stellen. Da sich der Kampfbund kurz darauf, im November 1923, am Hitler-Putsch in München beteiligte, brachte dies Müller später in Teilen der Literatur den Vorwurf ein, er habe sich als Leiter des Hochschulrings in München „unmittelbar in die Putschvorbereitungen eingeschaltet“.
Noch im Jahr 1923 wurde Müller als Nachfolger von Wilhelm Zietz Vorsitzender des gesamtdeutschen Hochschulrings. Entsprechend den Usancen der Organisation versah er diesen Posten ein Jahr lang bis 1924 (Nachfolger: Walter Kolbe). Auch nachher blieb Müller einer der führenden Repräsentanten des Hochschulrings und knüpfte zahlreiche Verbindungen zu Professoren, Journalisten und Politikern. Großen Einfluss auf seine geistige Entwicklung erlangten zu dieser Zeit insbesondere Martin Spahn und Edgar Jung, mit dem er auch den Jungakademischen Klub an der Münchener Universität gründete.
Aufgrund einer länger anhaltenden wirtschaftlichen Notlage seiner Familie musste Müller sein Studium 1926 abbrechen und nach Dortmund zurückkehren, wo er sich mit Gelegenheitsarbeiten durchschlug und sich nebenbei privat wirtschaftlichen Studien widmete. Auch nach seinem Studienabbruch setzte er seine Tätigkeit im Hochschulring fort, den er beispielsweise auf der Harzburger Tagung vom September 1931 repräsentierte.
1929 begann Müller, der nun nach München zurückkehrte, journalistisch zu arbeiten. Eine Mitarbeit in dem von Otto Wagener herausgegebenen Wirtschaftspolitischen Pressedienst endete bereits nach kurzer Zeit aufgrund ideologischer Differenzen beider Männer: Während Wagener zu dieser Zeit zu einem führenden Funktionär der NSDAP und engen Mitarbeiter Hitlers aufstieg, orientierte Müller sich stark am Gedankengut der Konservativen Revolution.
Von 1930 bis 1931 war er kaufmännischer Verlagsleiter des Verbandes der Turnerschaften auf deutschen Hochschulen, anschließend von 1932 bis 1935 Schriftleiter der Zeitschrift VC-Rundschau (später in Der Turnerschafter umbenannt). Von 1933 bis 1934 war Müller auf Vermittlung Edgar Jungs zusätzlich journalistisch und kaufmännisch im Verlag Hans Boerner tätig, für den er an den Korrespondenzen Deutsche Führerbriefe und Osthilfe sowie die Zeitschrift Deutscher Volkswirt mitarbeitete.
1934 arbeitete Müller in dem von seinem Freund Jung organisierten Netzwerk mit, das auf einen gewaltsamen Sturz des NS-Regimes durch einen durch den Reichspräsidenten von Hindenburg zu verhängenden Ausnahmezustand hinarbeitete. Unter anderem agierte Müller für Jung als Verbindungsmann, außerdem schrieb er Artikel mit regimekritischen Subtexten, die in der von Jungs Freund Rudolf Pechel herausgegebenen Deutschen Rundschau. Nach der Ermordung Jungs im Zuge der Röhm-Affäre vom 30. Juni und 1. Juli 1934 zog sich Müller aus der aktiven politischen Arbeit zurück. Vor weiteren Nachstellungen blieb er dank der Protektion durch seinen Freund aus der Zeit des Hochschulrings Werner Best, der inzwischen zum stellvertretenden Leiter des Geheimen Staatspolizeiamtes aufgestiegen war, verschont.
Von 1934 bis 1945 war Müller im Berliner Büro der I.G. Farbenindustrie tätig: Als Mitarbeiter von Heinrich Gattineau wurde er in der Wirtschaftspolitischen Abteilung des Büros beschäftigt, in der er zunächst volkswirtschaftlicher Hilfsarbeiter, dann Referent und schließlich als stellvertretender Abteilungsleiter fungierte.
Nach dem Ende des Zweiten Weltkriegs arbeitete Müller zunächst von 1945 bis 1946 als Sägewerksarbeiter in Gieboldehausen im Landkreis Duderstadt. 1946 siedelte er nach Hamburg über, wo er als Syndikus beim Verband deutscher Küstenschiffer arbeitete. Außerdem beteiligte er sich am Aufbau von Fabrikationsstätten zur Trümmerverwertung und zur Baustoffproduktion in der Elbmetropole.
1947 wurde Müller im Rahmen des I.G.-Farben-Prozesses als Zeuge vernommen. In diesem Zusammenhang ist er nicht zu verwechseln mit dem zur selben Zeit vor dem US-amerikanischen Militärgericht angeklagten Krupp-Direktor Erich Müller.